# Il caffè sospeso
(Luciano De Crescenzo, Il caffè sospeso)
Il caffè sospeso è un libro dello scrittore napoletano Luciano De Crescenzo. È da considerarsi una sorta di raccolta di articoli, citazioni e considerazioni apparse su quotidiani e riviste dal 1977 al 2007 che va a congiungere metaforicamente quello che è proprio il pensiero di De Crescenzo attraverso aneddoti emersi dalla quotidianità della sua vita a Napoli.
Il titolo è ispirato a un'usanza sociale della tradizione napoletana, quella del "caffè sospeso", in cui un avventore di un bar paga un caffè espresso a beneficio di uno sconosciuto che potrà usufruirne, nel corso della giornata.

## Edizioni
- Il caffè sospeso, I libri di Luciano De Crescenzo, 1ª ed., Milano, Arnoldo Mondadori Editore, 2008, ISBN 978-88-04-57774-4.
- Il caffè sospeso, Bestsellers, n. 1933, 2ª ed., Milano, Arnoldo Mondadori Editore, 2009, ISBN 978-88-04-58928-0.